# Ochthoeca salvini
El pitajo de Tumbes (en Perú) (Ochthoeca salvini), también denominado tumbecino de Salvin (en Ecuador) o papamoscas de Tumbes es una especie de ave paseriforme de la familia Tyrannidae, perteneciente al género Ochthoeca, anteriormente incluida en un género monotípico Tumbezia. Es endémica de una   

## Distribución y hábitat

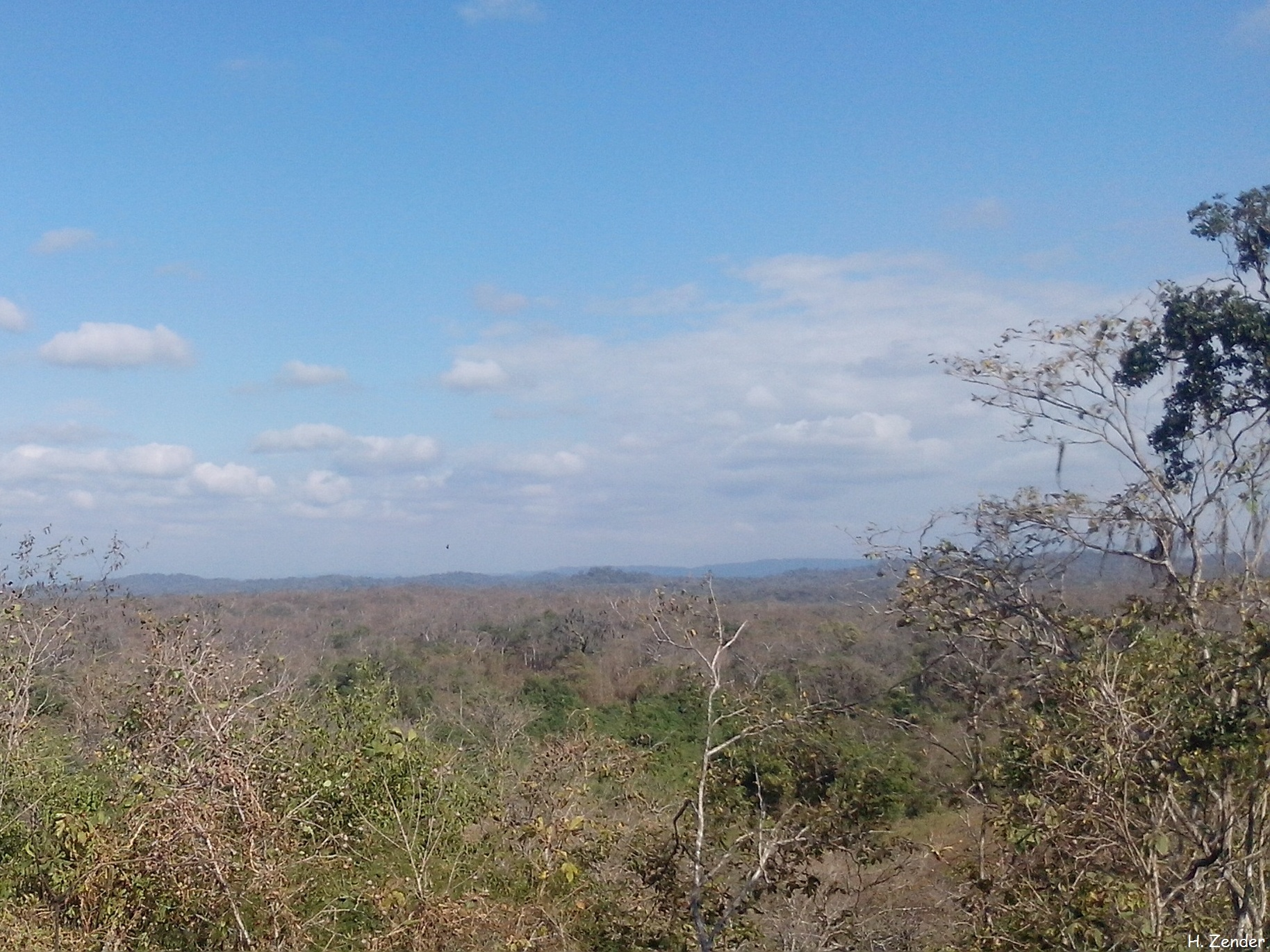
Bosque seco ecuatorial tumbesino, ejemplo de hábitat de la especie.

Se distribuye por el noroeste árido de Perú desde Tumbes hasta La Libertad. Fue también registrado en Zapotillo, en Ecuador, muy próximo a la frontera con Perú.
Esta especie es considerada actualmente rara a poco común y local en su hábitat natural: los bosques y matorrales secos tropicales y subtropicales, hasta los 800 m de altitud.

## Estado de conservación
El pitajo de Tumbes ha sido calificado como casi amenazado por la Unión Internacional para la Conservación de la Naturaleza (IUCN) debido a que su pequeña zona de distribución y población, moderadamente baja, estimada entre 1000 y 2500 individuos maduros, se presumen estar en decadencia como resultado de la continua degradación y pérdida de hábitat, principalmente para fines de agricultura.

## Sistemática

### Descripción original
La especie O. salvini fue descrita por primera vez por el ornitólogo polaco Władysław Taczanowski en 1877 bajo el mismo nombre científico; la localidad tipo es: «Tumbes, Perú».

### Etimología
El nombre genérico femenino «Ochthoeca» se compone de las palabras del griego «okhthos» que significa ‘montículo’, ‘colina’ y «oikeō» que significa ‘habitar’; y el nombre de la especie «salvini», conmemora al zoólogo británico Osbert Salvin (1835-1898).

### Taxonomía
Las afinidades de esta especie fueron controvertidas. Algunas veces fue colocada cerca de Satrapa debido a las similitudes de plumaje; otras, como en Aves del Mundo (HBW) y Birdlife International (BLI), incluido en el género Ochthoeca con base parcialmente en los caracteres de la siringe, hábitos de nidificación y coloración del huevo. Sin embargo, los datos genéticos de García Moreno et al. (1998) no indican conclusivamente que esté incluido en aquel género. Por otro lado, Tello et al. (2009) sostienen que la diferenciación de Ochthoeca es muy pobre como para merecer la separación en un género propio. Recientemente, los estudios de filogenética molecular de Harvey et al. (2020), utilizando datos de millares de regiones genómicas confirmaron que la presente especie está embutida dentro de Ochthoeca. Sin embargo, el Comité de Clasificación de Sudamérica (SACC) en la Propuesta No 957 que reconoció a Silvicultrix como separado de Ochthoeca, rechazó la inclusión de Tumbezia y Colorhamphus en Ochthoeca, principalmente con base en las notables diferencias morfológicas y ecológicas.
Es monotípica.